# Rdeča Hrvaška
Rdeča Hrvaška (latinsko Croatia Rubea, srbohrvaško Crvena Hrvatska) je srednjeveška oznaka, ki se nanaša predvsem na ob Jadranu raztezajoče se jugovzhodno področje nekdanje rimske province Dalmacije, torej na Zahumljo, Travunijo, Dukljo in Ilirik, morda pa tudi na neretljansko Paganijo. Danes bi oznaka zajemala Hercegovino, jugovzhodno Hrvaško, vso Črno goro in velik del Albanije. Prvi pisni vir, ki omenja Rdečo Hrvaško, je Letopis popa Dukljanina iz konca 12. stoletja. Obstajajo pa tudi omembe neke druge severnejše Rdeče Hrvaške, ki je ležala na območju Galicije, Lodomerije in Rutenije, torej med severnejšo Belo Hrvaško (okrog Krakova in ob Visli) in Kijevsko Rusijo, ki jo Rusi omenjajo kot Russiae Carvati (to je rusi, rdeči Hrvati), od 13. stoletja naprej pa kot Rdečo Rusijo.

## Rdeča Hrvaška v zgodovinskih virih
Letopis popa Dukljanina je nastal proti koncu 12. stoletja, njegov avtor pa je najverjetneje barski episkop Grgur (služboval med 1172-1196). Pop Dukljanin v IX. poglavju Letopisa omenja, da je neki slovanski vladar Svetopelek (domnevno okrog leta 854) tedanje slovanske dežele na zahodnem Balkanu razdelil na dve področji in na štiri banovine. Dve poglavitni področji na zahodnem Balkanu sta bili Primorje (Maritima) in Zagorje (Transmontana). Primorje se imenuje tudi Dalmacija (Dalmatia) ali Hrvaška (Croatia), Svetopelek pa ga je razdelil na dve banovini- Bela Hrvaška (Croatia Alba) ali Spodnja Dalmacija je ležala od Raše v Istri do Duvna, Rdeča Hrvaška ali Zgornja Dalmacija pa se je raztezala od Duvna vse do Drača. Zagorje se po popu Dukljaninu imenuje tudi Srbija (Surbia), Svetopelek pa je tu ustanovil dve banovini: zahodno od Drine do Borove gore se je raztezala Bosna (Bosna), vzhodno od Drine pa Raška (Rassa).
Več kot stoletje kasneje je beneški dož in zgodovinopisec Andrea Dandolo  z imenom Dalmacija (Dalmatia) imenoval zgolj obalna področja, med tem, ko je ime Primorje (Maritima) uporabljal za njegovo gorato zaledje. Po doževi pripovedi se je celotno področje od Panonije do Istre imenovalo Bela Hrvaška (Croatia Alba), vse področje od Panonije do Drača pa Rdeča Hrvaška (Croatia Rubea).

## O avtentičnosti imena
Konstantin Porfirogenet je poleg Neretljanov (Paganov), Zahumcev in Travunjcev že omenil Dukljane, med tem, ko jih ostali viri iz 11. in 12. stoletja označujejo bodisi za Srbe bodisi za Dukljane ali pa jih poimenujejo z etničnimi imeni iz predslovanske dobe, spet nekateri viri najverjetneje med seboj enačijo pojme Srb, Hrvat in Dukljan. Vprašanje zakaj se je na območju od Neretljanov do albanskega Drača razširila uporaba hrvaške etnične oznake, ni razrešeno, obstajata pa vsaj dve razlagi.

### Hrvaško ime kot sinonim za Srbe in Dukljane
Po eni razlagi naj bi npr. bilo očitno, da Duklja nikoli ni bila del hrvaške države, in da je zato verjetno, da so bizantinski pisci ime Hrvat uporabljali zgolj kot sopomenko za Dukljane in Srbe. Pravzaprav so npr. celo nekateri hrvaški pisci že v začetku 20. stoletja Rdeče Hrvate poistovetili s Srbi. Dejansko so v spisu Konstantina Porfirogeneta rdečehrvaške dežele Paganija, Zahumlje in Travunija skupaj z Raško in Bosno zares navedene kot srbske (in ne kot hrvaške) dežele, zanimivo pa je, da Porfirogenet same Duklje ne povezuje s Srbi.

### Obstoj Hrvatov v Rdeči Hrvaški
Alternativni pogled se naslanja na dejstvo, da hrvaški etnonim najdemo razpršen tudi daleč stran od območja srednjeveške Hrvaške. Na področju Grčije npr. najdemo toponim Harbati, v času Konstantina Porfirogeneta je obstajala tudi neka Hrvaška okrog Krakova v Galiciji in neko pleme Hrvatov na Češkem, nadalje se zgoščeni hrvaški toponimi nahajajo na tleh nekdanje Karantanije, hrvaške toponime pa najdemo tudi v Albaniji. Hrvaško ime se je verjetno pojavilo na vsem območju Rdeče Hrvaške in je v Duklji verjetno izginilo do 12. stoletja. Hipoteza o hrvaški identiteti na področju Rdeče Hrvaške se ne opira le na razpršenost hrvaških toponimov, ampak tudi na povezavo med imeni ljudstev ter barv, ki so povezane s smermi neba ali pa z družbenimi razredi.

## Interpretacije rdeče barve pri etnonimih različnih ljudstev
Že leta 1937 je Niko Župančič ime Rdeče Hrvaške razlagal z barvami neba. Tako je razvijal dokaze, da so orientalska ljudstva strani neba označevala prav z barvami:
- vzhodno stran neba so označili z modro barvo.
- zahodno stran neba so označili  z belo barvo
- južno stran neba so označili z rdečo barvo
- severno stran neba so označili s črno barvo
- sredino so označili z vijolično barvo.

V novejšem času je raziskovanje še dodatno napredovalo in potrdilo povezave med stranmi neba in barvami. Iranska ljudstva so vzhodno stran neba označevala z modro, rumeno ali zeleno barvo, zahodno stran neba z belo barvo, južno stran neba z rdečo barvo, severno stran pa s črno barvo. Zelo podobno so smeri neba razdelili Mongoli in Kitajci, ki so vzhodno stran neba označevali z zeleno barvo, zahodno stran neba z belo barvo, južno stran neba z rdečo barvo in severno stran črno. Glede na te primerjave je logično pričakovati, da se južna Hrvaška imenuje Rdeča, zahodna pa Bela Hrvaška. Stoianovich poimenovanja kot so Bela ali Rdeča Hrvaška prav tako povezuje z barvno simboliko, le da uporablja nekoliko drugačno argumentacijo. Temeljne barve, ki so že od davnine označevale družbene razrede, so bile v rdeča, bela in črna barva, povezane pa so bile s smermi neba. Stoianovich tako na podlagi Bele Hrvaške (na zahodu) in Rdeče Hrvaške (na jugu) sklepa na obstoj Črne Hrvaške, ki v virih sicer ni omenjena, toda logično jo lahko iščemo v Panoniji (to je stari Slavoniji) Le v redkejših primerih so se povezave med barvami in smermi neba porazgubile.

## Politični konstrukti in nacionalistični odzivi v povezavi z Rdečo Hrvaško
Raziskovanje Rdeče Hrvaške ovirajo številni politični konstrukti. Že Letopis popa Dukljanina je politično motivirano delo, ki je bilo spisano zato, da bi se cerkvena oblast barske škofije raztegnila na sever vse do reke Cetine, kar lahko meče drugačno luč na prevzemanje hrvaškega imena po popu Dukljaninu. Od številnih vladarjev, ki jih omenja ta Letopis, so primerjalno zgodovinsko sledljivi šele tisti od srede 10. stoletja dalje. Poglavitni dogodki v povezavi z Rdečo Hrvaško so opisani v mitskih razsežnostih in niso preverljivi. Tako naj bi (domnevno sredi 8. stoletja?) slovanski kralj Srbov in Hrvatov z imenom Svetopelek vladal v nekakšni zlati dobi in razdelil slovanska ozemlja na štiri banovine Bosno, Raško, Belo Hrvaško in Rdečo Hrvaško; toda lik tega Svetopeleka je najverjetneje izmišljen in zasnovan na podobi moravskega vladarja Sventopolka.
Nejasnosti glede Rdeče Hrvaške je bilo mogoče uporabiti za nadaljnje konstrukte. Že ob vzponu Novega veka je hrvaški pisec Pavao Ritter Vitezović (1652-1713) z namenom, da razvrednoti beneške zahteve po hrvaških ozemljih, vire o obstoju Rdeče Hrvaške leta 1700 v delu Croatia Rediviva uporabil v politične namene in zatrdil, da so vsi Iliri ali Slovani Hrvati; ločil je severno Hrvaško (Croatia Septemtrionalis) in južno (Croatia Meridionalis), slednjo pa delil na Belo (Croatia Alba), ki po njegovem vključuje vse ozemlje zahodno od Skadra in Drine, vključno s področji Slovencev, in na Rdečo Hrvaško (Croatia Rubea), ki po njegovem vključuje področje Srbije, Makedonije in Trakije.
V modernem času je bil zaradi svoje nejasnosti vir o Rdeči Hrvaški lahko uporabljen tako v hrvaškem, črnogorskem in srbskem nacionalizmu. Hrvaški pisec z vzdevkom Suedland  je leta 1918 trdil, da je bila Črna gora nekoč poseljena predvsem s Hrvati, da pa so jo v 11. stoletju vse bolj poseljevali tudi Srbi iz Raške in je šele potem postala mešano območje, nazadnje pa postala srbska dežela s posebno identiteto. Hrvaški pisec Bjelovučić se je pri preučevanju Rdeče Hrvaške postavil na ne dovolj trdna izhodišča, da papeževo pismo, ki je bilo okrog leta 926 hkrati naslovljeno tako na kralja Tomislava kot na zahumskega kneza Mihajla Viševića s tem avtomatično razkriva, da naj bi Zahumlje spadalo v sklop Tomislavove hrvaške države, in da dejstvo, da hrvaški vladar, ki je imel v tem času v upravi tudi bizantinsko Dalmacijo, z darovnicami razpolaga tudi z ozemlji Travunije in Zahumlja, kaže na to, da so bila območja Rdeče Hrvaške vse do leta 990 vključena v hrvaško državo. Vendar današnje zgodovinopisje južne meje srednjeveške Hrvaške pred prodorom Madžarov vidi na reki Cetini in v bližini Duvna. Črnogorski publicist Savić Marković je leta 1937 na Suedlandovi osnovi razvil idejo, da so bili predniki Črnogorcev Hrvati, ki so več stoletij ohranjali svoje hrvaško etnično ime, nato pa so v deželo prihajali številni Srbi, Črnogorci so od njih prevzeli etnično ime in politično identiteto, kulturna identiteta pa se je razvijala iz hrvaških korenin. Pod vplivom velikosrbskega nacionalizma in pod močnim vtisom predvojne hrvaške politike in ustaškega divjanja je srbski pisec z vzdevkom Psunjski izdal knjigo, v kateri je ime Rdeča Hrvaška imel za oznako Srbov, Hrvate pa je videl kot prvotno neslovanski narod nejasnega izvora, ki si je podredil Slovane - Srbe, in si potem stalno podrejal, hrvatiziral in spodrival srbsko prebivalstvo. Vsa omenjena dela z delno izjemo Savić Markovića so spisana brez razumevanja, da se etnične identitete lahko spreminjajo, in da so današnji narodi v veliki meri konstrukti moderne dobe.